# Burns (Wyoming)
Pour les articles homonymes, voir Burns.
Burns est une municipalité américaine située dans le comté de Laramie au Wyoming.
Lors du recensement de 2010, sa population est de 301 habitants. La municipalité s'étend sur 3,05 milles carrés (7,9 km2).